# Maurice Proulx
Pour les articles homonymes, voir Proulx.
Maurice Proulx, né le 13 avril 1902 à Saint-Pierre-de-Montmagny et mort le 7 juin 1988  à La Pocatière, communément appelé l'abbé Proulx, est un prêtre catholique, un agronome, un cinéaste et un intervenant social (adoption) québécois. Pionnier du cinéma documentaire au Québec, sa carrière s'est échelonnée de 1934 à 1968, période au cours de laquelle il a réalisé un peu plus de 50 films. Il est le premier cinéaste québécois à réaliser un long métrage documentaire avec En pays neufs (1937), un documentaire sur l'Abitibi, qui fut également le premier film sonorisé de l'histoire du Québec.

## Biographie
Maurice Proulx naît le 13 avril 1902, à Saint-Pierre-de-Montmagny dans la région Chaudière-Appalaches, du mariage de Fortunat Proulx, cultivateur, et Gracia Blais. Il est l'aîné d'une famille de 14 enfants.
Après des études classiques au Collège de Sainte-Anne-de-la-Pocatière et au Grand séminaire de Québec, il est ordonné prêtre en 1928. Il se perfectionne alors en agronomie à l'École d'agriculture de Sainte-Anne-de-la-Pocatière puis à l'Université Cornell de New-York dont il obtient un doctorat en 1933. De retour à l'École d'agriculture de Sainte-Anne-de-la-Pocatière en 1934 comme professeur d'agronomie, il s'intéresse au cinéma et s'applique à faire connaître l'œuvre de la Société de colonisation, notamment en Abitibi.
Après avoir participé, en 1940, à la création du Service de ciné-photographie de la province de Québec, il délaisse l'enseignement en 1943 pour se consacrer au cinéma, et cela jusqu'à sa retraite en 1966.
Il meurt à La Pocatière en 1988.
Le fonds d’archives de Maurice Proulx est conservé au centre d’archives de Québec de Bibliothèque et Archives nationales du Québec.

## Filmographie
La filmographie de Maurice Proulx comprend un total de 51 documentaires. Ceux-ci lui ont été commandés par divers ministères des gouvernements Godbout (1936; 1939-1944) et Duplessis (1936-1939; 1944-1959), par l'Église catholique romaine et par certaines entreprises privées, et ce entre 1934 et 1968.
Il a également produit et réalisé bon nombre de petits films inédits, mais qui n'ont jamais connu de distribution commerciale.

### Films commandés
1. 1937 : En pays neufs

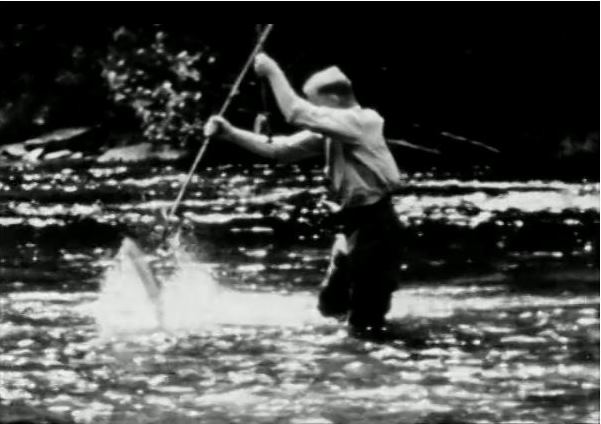
La pêche au saumon et à la truite en Gaspésie

2. 1938 : En pays pittoresque - Un documentaire sur la Gaspésie
3. 1939 : La pêche au saumon et à la truite en Gaspésie
4. 1939 : Percé et l'île Bonaventure
5. 1939 : Le labour Richard
6. 1942 : La betterave à sucre
7. 1942 : Les couches chaudes
8. 1942 : Ste-Anne-de-Roquemaure: un épilogue à En pays neufs Voir le film
9. 1942 : Le miel nectar
10. 1942 : Une journée à l'Exposition provinciale de Québec
11. 1944 : Colonisation à Saint-Omer Voir le film
12. 1944 : Parallel Skiing in Quebec
13. 1946 : Défrichement motorisé Voir le film
14. 1946 : Le percheron
15. 1947 : Congrès marial Ottawa Marian Congress
16. 1947 : Le lin du Canada - la culture du lin
17. 1947 : Le lin du Canada - l'utilisation du lin
18. 1949 : La chimie de la pomme de terre
19. 1949 : Congrès catéchistique de vocation de la Gaspésie
20. 1949 : La culture de la betterave à sucre
21. 1949 : Les ennemis de la pomme de terre - Insectes
22. 1949 : Les ennemis de la pomme de terre - Maladies à virus
23. 1949 : Les ennemis de la pomme de terre - Maladies fongiques
24. 1949 : Les ennemis de la pomme de terre - Maladies bactériennes
25. 1950 : Les ailes sur la péninsule
26. 1950 : Chasse-neige « Cyclone »
27. 1950 : Congrès marial Ottawa juin 1947
28. 1950 : Ski à Québec
29. 1950 : Sucre d’érable et coopération
30. 1951 : Le cinquantenaire des Caisses populaires Voir le film
31. 1951 : Consécration épiscopale et première pontificale de Son Excellence monseigneur Bruno Desrochers, premier évêque de Ste-Anne, septembre 1951
32. 1951 : Jeunesse rurale
33. 1951 : La proclamation du dogme de l’Assomption
34. 1951 : Les routes de Québec
35. 1952 : Le tabac jaune du Québec
36. 1954 : Marguerite Bourgeoys
37. 1955 : La Maison d’Or
38. 1955 : Vers la compétence
39. 1955 : Waconichi
40. 1956 : Les Îles-de-la-Madeleine Voir le film
41. 1957 : Au Royaume de Saguenay
42. 1957 : La Gaspésie pittoresque
43. 1957 : Par-dessus nos rivières
44. 1958 : Penser avant de dépenser
45. 1958 : Les Travaux et les Jours
46. 1959 : Médecine d’aujourd’hui
47. 1960 : Le bar du Saint-Laurent
48. 1960 : La béatification de Mère d’Youville
49. 1960 : Film politique de Roméo Lorrain
50. 1961 : La culture maraîchère en évolution
51. 1968 : Moto-ski

## Récompenses et distinctions
- 1979 - Doctorat honoris causa de l'Université Concordia
- 1984 - Hommage du Festival des films du monde de Montréal
- 1985 - Médaille d'or du Mérite agricole du Québec
- 1986 -  Membre de l'Ordre du Canada
- 1988 -  Officier de l'Ordre national du Québec

En 1985, l'ADATE (Association pour le développement de l'audiovisuel et de la technologie en éducation), institue le Prix d'excellence Maurice Proulx pour la meilleure production québécoise.

## Hommages
La rue Maurice-Proulx a été nommée en son honneur dans la ville de Québec en 2006.